# Christian Friedrich Gottlob Wilke

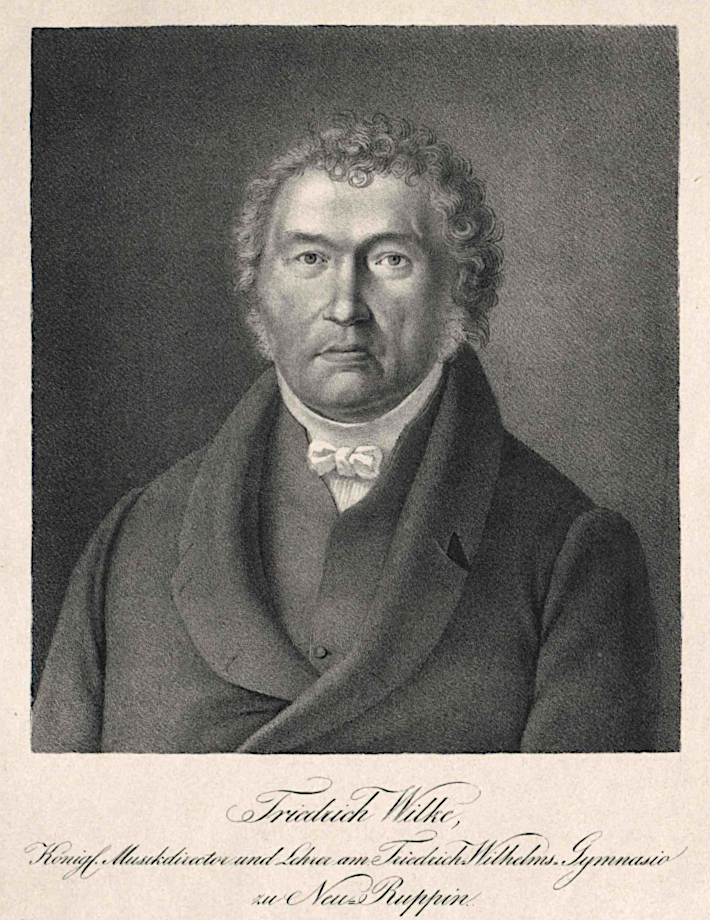
Porträt von Friedrich Wilke als Gymnasiallehrer in Neuruppin

 Christian Friedrich Gottlob Wilke (* 13. März 1769 in Spandau; † 31. Juli 1848 in Treuenbrietzen) war ein deutscher Organist, Komponist, Musiklehrer, Musikschriftsteller und Orgelrevisor.

## Leben und Wirken

### Ausbildung
Den ersten Musikunterricht erhielt Friedrich Wilke von seinem Vater, einem Lehrer in Spandau. Später brachte der Spandauer Organist und Sänger (Bass) Heinrich Neumann dem damals Achtjährigen das Orgelspielen bei. Im Alter von zehn Jahren spielte er schon gelegentlich in der Kirche Spandaus sonntags die Orgel, später in Charlottenburg.
Da er nach dem Wunsch seines Vaters Theologie studieren sollte, besuchte er seit dem 13. Lebensjahr das Rittercollegium (Domgymnasium) in Brandenburg. Entsprechend seiner musikalischen Neigung strengte er sich vor allem im Musikunterricht des Lehrers und Brandenburger Organisten der St. Gotthardt-Kirche Michael Ehregott Grose (1747–1795) an und erhielt bei ihm Privatunterricht an der Orgel und im Generalbass. Er trat durch Teilnahme an Konzerten des Rittercollegiums hervor, insbesondere als Klavierspieler. In seiner Freizeit besuchte er die Werkstatt des Orgelbauers Grüneberg (1751–1808).
Nach drei Jahren in Brandenburg wechselte Wilke auf das Gymnasium zum Grauen Kloster in Berlin. Sein Interesse am Orgelbau verstärkte sich durch Besuche von Orgelwerkstätten, beispielsweise der Orgelbauer Buchholz (1796–1806) und Marx (1728–1799). Hinzu kamen Konzertbesuche, teils als Hörer, teils als Mitwirkender, und ein Selbststudium von Büchern über Tonkunst und Orgelbau. Durch Vermittlung erhielt er Unterricht in Komposition bei Christian Kalkbrenner (1755–1806), dem Kapellmeister der preußischen Königin.

### Organist und Lehrer
Am 27. Juli 1791 trat Wilke seine erste Stelle als Organist in Spandau an. Daneben erteilte er privaten Musikunterricht. Nach der Niederlage Preußens gegen Frankreich im Jahre 1806 wurde seine Stelle gestrichen, und er musste – nun in Charlottenburg – ausschließlich von den Einkünften als Privatlehrer leben.
Seit dem 1. Dezember 1809 war er Musiklehrer am Friedrich-Wilhelms-Gymnasium in Neuruppin sowie Kantor und Organist an beiden Kirchen der Stadt, der Pfarrkirche St. Marien und der Klosterkirche St. Trinitatis.

### Freimaurer
In Neuruppin initiierte Wilke 1811 die Gründung einer Freimaurerloge, die dann 1812 unter dem Namen „Ferdinand zum Rothen Adler“ offiziell eröffnet wurde. Wilke hatte es zwar abgelehnt, das Amt des Meisters vom Stuhl zu übernehmen, war aber ab 1813 deputierter (stellvertretender) Meister und überhaupt sehr tätig in der Logenarbeit. Von 1834 bis 1838 amtierte er schließlich doch noch als Meister vom Stuhl, war aber nach Ansicht des Chronisten für die Leitung der Loge jetzt schon zu alt und zu schwach. Er erkrankte bereits in diesem Jahre lange andauernd, mußte eine Badereise machen, verlor im nächstfolgenden Jahre seine Gattin und kam so fortdauernd kränkelnd leiblich und geistig immer mehr herunter. 1838 wurde er dann zum Ehrenmeister ernannt und 1842 auch zum Ehrenmitglied der befreundeten Loge „Constantia“ in Kyritz.

### Musikschriftsteller und Orgelrevisor
Seine publizistische Tätigkeit begann Wilke 1811 mit einer Beschreibung der Orgel in der Pfarrkirche zu Neuruppin, veröffentlichte danach aber auch einen Leitfaden zum praktischen Gesang-Unterricht (Berlin 1812) und 1816 einen Artikel Ueber den jetzigen Verfall des Kirchengesanges, und über seine Verbesserung. Es folgten viele weitere Beiträge, überwiegend zu Fragen des Orgelbaus (s. u.).
Bald wirkte er auch als Sachverständiger bei der Abnahme neu erbauter Orgeln mit; so war er Revisor der 1816 von Johann Tobias Turley (1773–1829) aus Treuenbrietzen erbauten Orgel in Hohenbruch und im Jahre 1821, gemeinsam mit Regierungsbauinspektor Salomo Sachs, Gutachter der Orgel von Firma Buchholz & Sohn in der Dorfkirche Schöneberg.  Als Inspektor (Commissarius / Revisor) in Orgelbauangelegenheiten wurde er von der Königlichen Regierung in Potsdam vereidigt, und am 24. August 1821 gab diese bekannt, „durch die thätige und unermüdete Mitwirkung des kunstverständigen Herrn Wilke“ seien seit einigen Jahren mehrere bedeutende Orgelbauten erfolgt und deshalb solle vor der Antragstellung zur Anschaffung von Orgeln zunächst dessen Rat eingeholt werden.
Wegen der Bevorzugung des autodidaktisch zum Orgelbauer gewordenen Bäckers Turley und der Zurücksetzung regulär ausgebildeter Orgelbauer (wie z. B. Friedrich Emanuel Marx und Gottlieb Heise) wurden jedoch zunehmend Beschwerden gegen Wilke laut, an deren Spitze sich schließlich Carl Friedrich Zelter und August Wilhelm Bach, die Leiter des 1822 gegründeten Berliner Instituts für Kirchenmusik, stellten. Daraufhin untersagte der preußische Kultusminister Karl Frhr. vom Stein zum Altenstein im Jahre 1825 der Regierung in Potsdam, Wilke weiterhin mit Revisionen zu betrauen, und ernannte Bach zum Commissarius für Orgelangelegenheiten in der Kgl. Oberbaudeputation. Wilke musste sich nun Auftraggeber für Orgelrevisionen unter den städtischen Magistraten in abgelegeneren Regionen Preußens (Altmark und Schlesien) sowie im benachbarten Ausland (Mecklenburg und Anhalt) suchen. Dabei arbeitete er dann auch mit Friedrich Turley, dem Sohn und Nachfolger von Tobias Turley, mehrfach zusammen.
Nach dem 1839 bis 1841 zum Teil abweichend von seinem Entwurf ausgeführten Bau der großen Orgel in der Marienkirche zu Wismar, geriet Wilke in heftigen Streit mit anderen Orgelsachverständigen (u. a. mit Bach) und über eine zweimalige Revision in Neubrandenburg (1841 und 1843) auch mit dem dortigen Organisten. Diese in Zeit- und Streitschriften hartnäckig ausgetragenen Auseinandersetzungen dauerten bis zu seinem Lebensende – ein Letztes Wort des Musikdirektors Wilke über die Bau-Angelegenheiten der Orgeln zu Wismar und Neubrandenburg, und die daraus hervor gegangenen bösartigen Veröffentlichungen, mit welchen derselbe von den Organisten Baake zu Halberstadt und Gerlach zu Neubrandenburg, seit einigen Jahren, und zwar immer noch bis jetzt verfolgt wurde erschien noch kurz vor seinem Tode.

### Erfinder
Wilke erfand ein Instrument zum Stimmen des Klaviers und nannte es Octochord.
Die Verbesserung der Erfindung der „Rohrwerke mit durchschlagenden Zungen“ bei Orgelpfeifen und die Ermittlung aller diesbezüglichen Erfinder geht ebenfalls auf ihn zurück. Eine „Kompensationsmixtur“, die Wilke erfunden hatte, wurde in die Orgel von St. Marien in Wismar auf Grund einer Zusatzvereinbarung zwischen dem Musikdirektor und dem Orgelbauer Schulze mit den erforderlichen Pfeifen nachträglich eingebaut.

### Ehrungen
- Ernennung zum Musikdirektor am 12. März 1821.[14]

- Verleihung der Großen goldenen Medaille für Kunst und Wissenschaft im Jahre 1830 durch König Friedrich Wilhelm III.[15] als Anerkennung für seine Komposition mit Harmoniebegleitung, die am 26. August 1829 bei der Einweihung des von Karl Friedrich Schinkel entworfenen und Christian Friedrich Tieck geschaffenen Denkmals für König Friedrich Wilhelm II. von einem Chor mit 120 Sängern und zahlreichen Instrumentalisten unter Wilkes Leitung  öffentlich vorgetragen wurde. Er komponierte auch weitere Kantaten, Motetten und sonstige Kirchenmusik; die Einnahmen aus seinen Konzerten spendete er unbemittelten Einwohnern des jeweiligen Veranstaltungsortes beziehungsweise armen Schulkindern.[16]

- Ehrenmitgliedschaft im „Deutschen National-Verein für Musik und ihre Wissenschaft“ (unter der Präsidentschaft von Louis Spohr) 1839.[17]

- Schriftliche, ehrenvolle Anerkennungen des Wirkens für die Jugend sowie für die Kunst und Wissenschaft durch Behörden und durch König Friedrich Wilhelm IV. – nach eigener Angabe.[18]

- Verleihung des Roten Adler-Ordens IV. Klasse anlässlich seiner Pensionierung 1845.[19]

### 50-jähriges Dienstjubiläum
Am 27. Juli 1841 beging Wilke in Neuruppin sein 50-jähriges Dienstjubiläum. Ehrungen des Jubilars erfolgten durch die Stadt und die Bürgerschaft, u. a. mit einem Festmahl sowie mit einem abendlichen Feuerwerk. Festliche Musik gestalteten der Garnisonschor und ein auswärtiges Militärorchester. Unter den Gratulanten befanden sich eine Abordnung der Stadt Spandau und weitere Ehrengäste wie z. B. der Komponist Gottfried Wilhelm Fink (1783–1846), der ein Lied für den Jubilar komponiert hatte. Weiter waren anwesend der Landrat des Ruppinschen Kreises Friedrich Graf von Zieten (1765–1854), der Komponist Friedrich Johann von Drieberg (1780–1856) und einige von Wilkes ehemaligen Schülern, darunter der Organist und Komponist David Hermann Engel (1816–1877), dem er den ersten Orgelunterricht erteilt hatte.

### Pensionär in Treuenbrietzen
Nach seiner Pensionierung 1845 zog Wilke zu seiner Pflegetochter nach Treuenbrietzen. Sie hatte dort 1844 einen Kaufmann geheiratet. Die nahe Verwandte starb aber bereits vor ihm Anfang 1847.
Noch zu Lebzeiten schenkte Wilke seine Musikbibliothek dem Potsdamer Schullehrerseminar, und testamentarisch stiftete er 4000 Rth. zur Aufstockung des Gehalts seiner Amtsnachfolger.
In dem biographisch-genealogischen Nachschlagewerk Oettingers Moniteur des Dates von 1868 wurde bei Wilke neben seinem letzten Wohnort auch der Beruf „Organist“, das genaue Geburts- und Sterbedatum sowie als Vornamen „Karl Friedrich“ aufgeführt. Bereits im Nekrolog für ihn hieß es zu seiner Person: „K. F. G. Wilke“  – übersehen wurde wohl die kurz darauf erfolgte Berichtigung des Verfassers, der sich mit der schlechten Handschrift seiner Quelle entschuldigte und klarstellte: „Wilke's Taufnamen sind Christian Friedrich Gottlob“.

## Schriften (Auswahl)
Wilke war auswärtiger Mitarbeiter (Korrespondent) der Leipziger Allgemeinen Musikalischen Zeitung, verfasste auch Abhandlungen für die Caecilia, eine Zeitschrift für die musikalische Welt (hrsg. v. Gottfried Weber), sowie für die Berliner allgemeine musikalische Zeitung (hrsg. v. Adolf Bernhard Marx). Zudem schrieb er einige Fachbücher.
- Die Orgel in Neuruppin …. In: Allgemeine Musikalische Zeitung, Nr. 13 vom 27. März 1811, Spalten. 217-224; Fortsetzung ebd. in Nr. 14 vom 3. April 1811, Spalten. 231-239
- Leitfaden zum praktischen Gesangsunterrichte für Elementarschulen, besonders auf dem Lande. Verlag Maurer, Berlin 1812.[25]
- Bemerkungen über den Orgelbau, namentlich Orgel-Bälge. Mit einer Nachschrift von Gottfried Weber. In: Caecilia, 1830, Heft 48, S. 263–274
- Beschreibung einer in der Kirche zu Perleberg im Jahre 1831 aufgestellten neuen Orgel [mit der Abbildung der Orgel von Friedrich Turley]. Verlag Buch- und Musikalienhandlung Oehmigke & Riemschneider, Neu-Ruppin/Gransee 1832.
- Beschreibung der St. Catharinen-Kirchen-Orgel in der Neustadt zu Salzwedel … [von Friedrich Turley, 1838]. Verlag Trautwein, Berlin 1839.
- Über die Wichtigkeit und Unentbehrlichkeit der Orgelmixturen … . Berlin 1839.
- Würdigung eines Sendschreibens des Organisten C. Gerlach … . Hamburg/Leipzig 1846.[26]

Er verfasste auch die Orgelartikel für Gustav Schillings Encyclopädie der gesammten musikalischen Wissenschaften oder Universal-Lexicon der Tonkunst, auf die sich z. B. der Dresdner Kreuzorganist Christian Gottlob Höpner (1799–1859) in einem öffentlich geführten Meinungsstreit zur „Biegsamkeit des Orgeltones“ berief.
Wilkes Ansichten zur Orgelbaukunst wurden nicht von allen seiner Zeitgenossen geteilt, z. B. mitgeteilt vom Domorganisten in Halberstadt Ferdinand Baake (1800–1881) in: Beschreibung der großen Orgel der Marienkirche zu Wismar sowie der großen Orgel des Domes und der St. Martinikirche zu Halberstadt. Ein Beitrag zur Beleuchtung und Würdigung der eigenthümlichen Ansichten und Grundsätze des Herrn Musikdirektors Wilke zu Neu-Ruppin in Bezug auf die Orgelbaukunst. Dieser Veröffentlichung ging ein Offenes Sendschreiben an die Herren Musik-Direktor W. Bach in Berlin, Organist Baake in Halberstadt und Organist Friese in Wismar, betreffend die in der St. Marienkirche zu Wismar neuerbaute Orgel, und die Leistungen des Orgelbauer Herrn Schulze aus Paulinzell, im Orgelbau voraus, das Wilke unter Angabe seines Titels „Musik-Direktor in Neu-Ruppin“ zum Orgelneubau von 1839 bis 1841 verfasst hatte. Die Urania, eine „musikalische Zeitschrift zur Belehrung und Unterhaltung für Deutschlands Organisten“, wertete 1847 zusammenfassend den Streit unter der Überschrift „Kämpfe auf dem Gebiete der Orgelbaukunst“.